# Ivana Ljubas
Ivana Ljubas (Livno,  31. listopada 1985.), hrvatska rukometašica iz Bosne i Hercegovine.
Rukometom se počela baviti u Iskri iz Bugojna. Kasnije je još igrala za HRK Katarina Mostar u Bosni i Hercegovini, RŽK Zagorje u Sloveniji, Békéscsabai Előre NKSE u Mađarskoj i Spono Eagles u Švicarskoj.
Nastupala je za reprezentaciju BiH tijekom 2000-ih.

## Vanjske poveznice
- Ivana Ljubas na eurohandball.com